# Nelsinho Piquet
Nelson Ângelo Tamsma Piquet Souto Maior, även känd som Nelsinho Piquet eller Nelson Piquet Jr, född 25 juli 1985 i Heidelberg i Västtyskland, är en brasiliansk racerförare som tävlar för Jaguar i Formel E och Rebellion Racing i WEC.
Han är son till den trefaldiga världsmästaren i formel 1 Nelson Piquet och hans mor är från Nederländerna.

## Racingkarriär
2002 vann Nelson det sydamerikanska Formel 3-mästerskapet, och drog året därpå till Brittiska F3 där han slutade trea 2003 och vann 2004. 
Piquet tävlade i GP2 säsongerna 2005 och 2006. Han slutade tvåa efter Lewis Hamilton i mästerskapet 2006. 2007 blev han Renault-stallets reservförare, och till 2008 års säsong fick han andraförarsitsen bredvid stallets stora stjärna Fernando Alonso. Piquet tog sin första pallplats i F1 då han kom tvåa i Tyskland 2008 efter att ha startat från den sjuttonde rutan. Han slutade tolva i förar-VM, men kunde som väntat inte matcha sin betydligt mer erfarna stallkamrat.
Piquet fick sparken av Renault efter Ungerns GP 2009 efter en säsong fylld med bekymmer och dåliga resultat. Efter att han fått sparken så erkände han att han hade fått order av Renault att krascha i Singapores Grand Prix 2008 för att Fernando Alonso skulle vinna. Detta gjorde att Renaults stallchef Flavio Briatore och chefsingenjören Pat Symonds drog sig ur sina roller i stallet.
Piquet snackade med flera team inför säsongen 2010, men det blev inget av det och han valde att istället tävla i olika NASCAR-serier i USA. 
Han slutade 2010 tia och 2011 sjua i NASCAR Camping World Truck Series. 2013 körde han NASCAR Nationwide Series där han slutade tolva. 
2014 kommer Piquet köra i Global Rallycross Championship i en Ford Fiesta ST. 
Han blev den första mästaren i Formel E då han vann premiärsäsongen av mästerskapet 2014–15.

## F1-karriär
| Säsong                | Stall/Tillverkare     | Placering             | Lopp | Poäng | Etta | Tvåa | Trea | Pole | Varv |
| --------------------- | --------------------- | --------------------- | ---- | ----- | ---- | ---- | ---- | ---- | ---- |
| 2008                  | Renault               | 12                    | 18   | 19    |      | 1    |      |      |      |
| 2009                  | Renault               | 21                    | 10   | 0     |      |      |      |      |      |
| Sammanlagt 2 säsonger | Sammanlagt 2 säsonger | Sammanlagt 2 säsonger | 28   | 19    | 0    | 1    | 0    | 0    | 0    |

### Tvåa i F1-lopp
1. Tyskland 2008